# Голомб (Пулавський повіт)
Голомб (пол. Gołąb) — село в Польщі, у гміні Пулави Пулавського повіту Люблінського воєводства.
Населення — 2227 осіб (2011).
У 1975-1998 роках село належало до Люблінського воєводства.

## Демографія
Демографічна структура станом на 31 березня 2011 року:
|          | Загалом | Допрацездатний вік | Працездатний вік | Постпрацездатний вік |
| -------- | ------- | ------------------ | ---------------- | -------------------- |
| Чоловіки | 1083    | 216                | 714              | 153                  |
| Жінки    | 1144    | 210                | 624              | 310                  |
| Разом    | 2227    | 426                | 1338             | 463                  |